# Jan Sienieński (arcybiskup lwowski)
Jan Sienieński herbu Dębno (ok. 1506 w Gołogórach, zm. 1581) – polski duchowny katolicki, arcybiskup lwowski, kasztelan halicki.
Syn Jana z Sienna i Gołogór (zm. po 1526), kasztelana kamienieckiego i Anny Buczackiej, córki Dawida Buczackiego, wojewody podolskiego.  
Przed przyjęciem święceń był wojskowym, podkomorzym halickim (1537) kasztelanem halickim (1543-1574).
Zanim został duchownym, dwukrotnie wstępował w związki małżeńskie. Jego drugą żoną została N. Paniowska.
Od 1569 duchowny. W 1576 wybrany arcybiskupem metropolitą lwowskim.
Pochowany w archikatedrze Wniebowzięcia NMP we Lwowie.